# Oblężenie Kapui (211 p.n.e.)
Oblężenie Kapui – oblężenie, które miało miejsce w roku 211 p.n.e.
Na przełomie 212/211 p.n.e. Rzymianie pod wodzą konsulów Appiusza Klaudiusza oraz Fulwiusza Flakkusa oblegli Kapuę, którą otoczyli podwójnym pierścieniem wałów. Równocześnie toczono walki z wojskami Hannibala, który starał się przebić do oblężonego miasta, bronionego przez wojska Hannona syna Bomilkara. Gdy próby te zakończyły się niepowodzeniem, władca Kartaginy pozostawił pod Kapuą część wojsk, a sam z resztą żołnierzy udał się w kierunku Rzymu, chcąc tym manewrem zmusić przeciwnika do opuszczenia pozycji wokół Kapui. Rzymianie wysłali w ślad za Hannibalem tylko armię Flakkusa, pozostałe wojska kontynuowały oblężenie. Spowodowało to powrót Hannibala pod Kapuę, gdzie doszło do kolejnych nieudanych ataków na umocnienia rzymskie. Brak sukcesów w walkach pod Kapuą, spowodował ostateczny odwrót Hannibala do Lukanni, gdzie wojska kartagińskie zamierzały przezimować. Osamotnieni obrońcy Kapui zimą 211 p.n.e. ostatecznie skapitulowali po wyczerpaniu się zapasów żywności w mieście. Do niewoli poszli m.in. stacjonujący tu Libijczycy ze swoimi dowódcami Hannonem i Bostarem. Większość z nich sprzedano w niewolę. Złapanym zbiegom Rzymianie poobcinali ręce. Upadek Kapui spowodował przejście na stronę Rzymian innych miast, dotychczas trzymających stronę Hannibala.